# 莱法尔日
莱法尔日（法語：Les Farges，法語發音：[le faʁʒ]）是法国多尔多涅省的一个市镇，位于该省东部，属于萨拉拉卡内达区。

## 地理
莱法尔日（45°6'55"N, 1°11'13"E）面积8.14 平方千米，位于法国新阿基坦大区多爾多涅省，该省份为法国西南部内陆省份，是法國本土面积第三大的省，大致对应佩里戈尔地区，北起顺时针与夏朗德省、上维埃纳省、科雷兹省、洛特省、洛特-加龙省、吉倫特省和滨海夏朗德省接壤。
与莱法尔日接壤的市镇（或旧市镇、城区）包括：勒拉尔丹-圣拉扎尔、欧巴斯、拉巴谢勒里、韦泽尔河畔孔达。

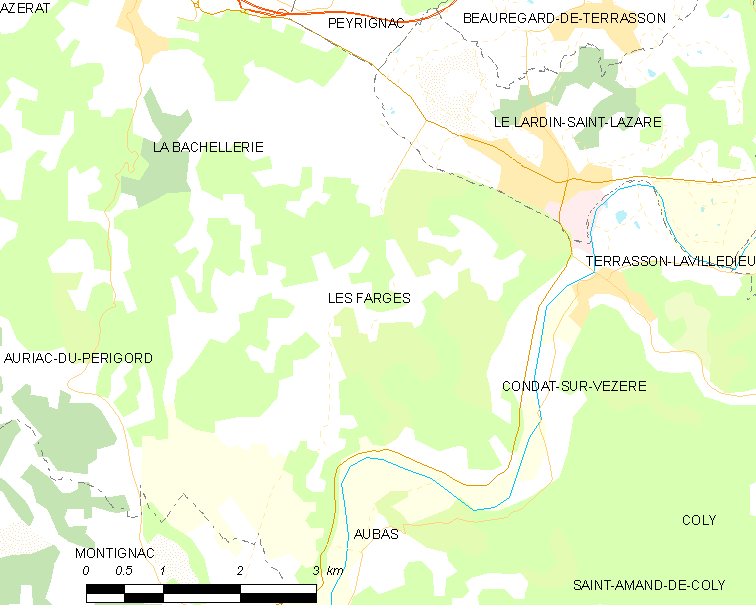
莱法尔日的OSM定位图

莱法尔日的时区为UTC+01:00、UTC+02:00（夏令时）。

## 行政
莱法尔日的邮政编码为24290，INSEE市镇编码为24175。

## 政治
莱法尔日所属的省级选区为人谷县。

## 人口

1962-2008年间莱法尔日人口变化图示

莱法尔日于2022年1月1日时的人口数量为308人。